# Trincadeira
Trincadeira é uma casta de uva tinta da família das Vitis vinifera, cultivada essencialmente no Alentejo, na região do Douro e no Ribatejo. É também é designada: Trincadeira Preta (Alentejo e Ribatejo), Tinta-amarela  (Douro e Trás-os-Montes), Mortágua (Torres Vedras e Alenquer), Preto Martinho (Arruda e Bucelas),  Espadeira  ou Espadeiro  (Minho), Murteira (Setúbal), Crato Preto (Algarve), Castiço (Aveiras de Cima) e Santarém.
Atribuem-se-lhe também os seguintes nomes: Casteloa , Castelã , Labrusca  e Labrusco .
É uma casta de bago pequeno/médio e uniforme, de forma arredondada e de cor preta-azulada. Os vinhos produzidos por esta casta adquirem um sabor forte e um aroma a frutos e vegetais.